# Ruma
Ruma (en serbi Рума) és una ciutat i un municipi situat a la província de Voivodina, al nord de Sèrbia. El 2011 el municipi comptava amb 54.141 habitants, dels quals 29.969 vivien en la capital.

## Història
El lloc que ocupa el municipi ha estat habitat des de la Prehistòria, havent-se trobat jaciments importants datats en l'Edat del Bronze prop de la localitat de Hrtkovci, incloses dues tombes de la cultura Bosut del segle IX a. C. i restes ceràmiques de la cultura de Vučedol datats entorn de l'any 3.000 a. C. El lloc va ser successivament habitat per tribus d'il·liris i cèltiques fins a la seva conquesta per part de l'Imperi Romà, que van destruir els assentaments precedents però van fundar diverses viles (villae rusticae).
Les viles romanes van ser destruïdes a causa d'invasions d'huns, germànics, d'àvars i d'eslaus, i amb elles va desaparèixer la cultura llatina. Durant l'Edat mitjana la regió va ser disputada per diversos imperis, governant-la francs, búlgars, romans d'Orient i hongaresos.
La primera vegada que s'esmenta l'actual assentament a Ruma és entorn de l'any 1566, en fonts otomanes, concretament en un defter o document de registre. En aquella època Ruma, a la llum del document, degué ser un petit llogaret de tot just 49 cases i una església habitada per serbis.
El 1718 va passar a l'administració dels Habsburg, que van fundar una nova població prop del llogaret existent, germen de l'actual ciutat. Aquesta localitat va ser habitada per serbis vinguts dels llogarets pròxims i per alemanys arribats des del Sacre Imperi Romanogermànic. Al començament del segle XIX la societat local es va enriquir amb l'arribada de croates i hongaresos. El 1807 va tenir lloc una rebel·lió dels pagesos de Sírmia coneguda com la rebel·lió de Tican, que va començar en Voganj, prop de Ruma. Posteriorment, durant les revolucions de 1848, Ruma va ser un important centre dels nacionalistes serbis de Sírmia. Per al 1910, 22.956 dels 49.138 habitants de la ciutat parlaven serbi, mentre que 15.529 parlaven alemany, 5.746 hongarès i 3.730 croat.
El 1918, després de la caiguda dels Habsburg, el senat de Sírmia va votar la integració al Regne de Sèrbia, i ha quedat integrada en els successius Estats serbis, inclosa l'antiga Iugoslàvia, amb l'excepció de la invasió alemanya de Sírmia entre el 1942 i el 1944. El 1933 Ruma va obtenir el títol de ciutat.

## Localitats
| Mapa municipal | Mapa municipal | Mapa municipal | |
| -------------- | -------------- | -------------- | --- |
| Mapa municipal | Mapa municipal | Mapa municipal | Localitats - Buđanovci - Vitojevci - Voganj - Grabovci - Dobrinci - Donji Petrovci - Žarkovac - Klenak - Kraljevci - Mali Radinci - Nikinci - Pavlovci - Platičevo - Putinci - Ruma, cap municipal. - Stejanovci - Hrtkovci |

## Política
El municipi de Ruma compta amb 43 regidors. Els resultats de les eleccions sèrbies de 2008 a Ruma van ser els següents:
| Partit                                                                | Regidors |
| --------------------------------------------------------------------- | -------- |
| Coalició Per una Sèrbia europea                                       | 20       |
| Llista «Avanci, Sèrbia!»                                              | 8        |
| Partit Demorático de Sèrbia - Nova Sèrbia                             | 6        |
| Partit Radical Serbi                                                  | 4        |
| Partit Socialista de Sèrbia - Parti dels Pensionistes Units de Sèrbia | 3        |
| Llista «Coalició pel municipi de Ruma»                                | 2        |